# Бендкув (Серадзький повіт)
Бендкув (пол. Będków) — село в Польщі, у гміні Буженін Серадзького повіту Лодзинського воєводства.
Населення — 117 осіб (2011).
У 1975-1998 роках село належало до Серадзького воєводства.

## Демографія
Демографічна структура станом на 31 березня 2011 року:
|          | Загалом | Допрацездатний вік | Працездатний вік | Постпрацездатний вік |
| -------- | ------- | ------------------ | ---------------- | -------------------- |
| Чоловіки | 61      | 11                 | 43               | 7                    |
| Жінки    | 56      | 10                 | 27               | 19                   |
| Разом    | 117     | 21                 | 70               | 26                   |